# Andrea Cesalpino
Andrea Cesalpino (latinizado como Andreas Caesalpinus) (Arezzo, Toscana, 6 de junio de 1519 - 23 de febrero de 1603) fue un médico, filósofo y botánico italiano.
Clasificó las plantas en sus obras según sus frutos y semillas en lugar de por orden alfabético o por sus propiedades medicinales. 
Fue director del Jardín Botánico de Pisa a partir de 1555, sucediendo a Luca Ghini. El botánico Pietro Castelli fue uno de sus alumnos. Cesalpino también llevó a cabo algunos trabajos en el área de la fisiología. Propuso una teoría sobre la circulación de la sangre, que para él era una "circulación química" basada en la repetida evaporación y condensación de la sangre.

## Biografía
El fraile franciscano Charles Plumier pone el nombre de Caesalpinia  a un género botánico y Linneo lo mantiene en su sistema. Al presente, ese género incluye aproximadamente 150 especies y se ubica en la familia Fabaceae, subfamilia Caesalpinioideae, con un gran número de spp. útiles. Linneo en sus escritos con frecuencia cita a su gran predecesor en la ciencia botánica, y de él dice: 
Quisquis hic exstiterit primos concedat honores

Casalpine Tibi primaque certa dabit.

## Bibliografía

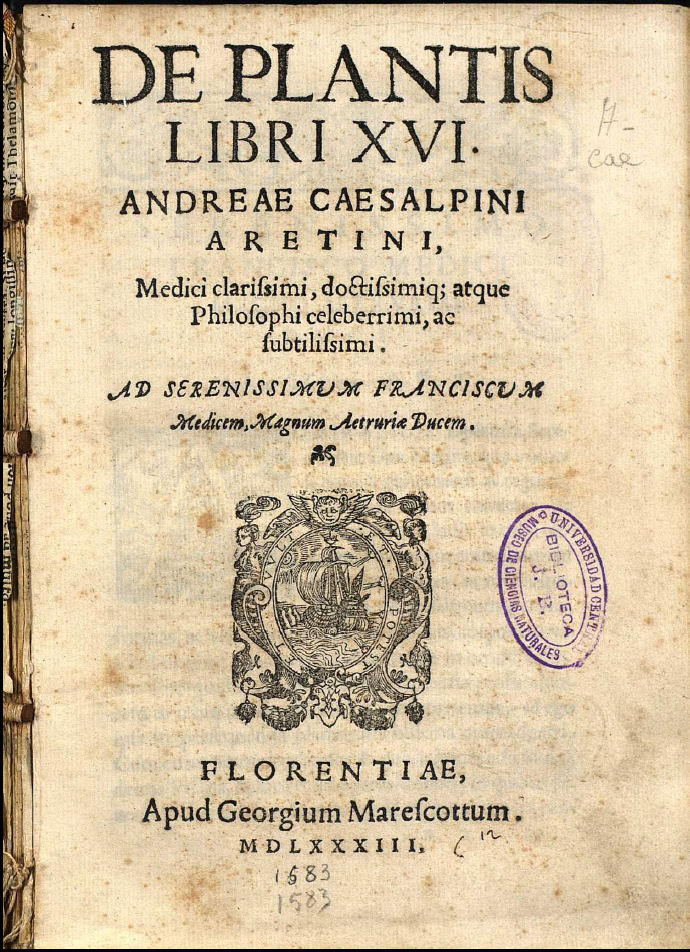
De plantis libri 16to

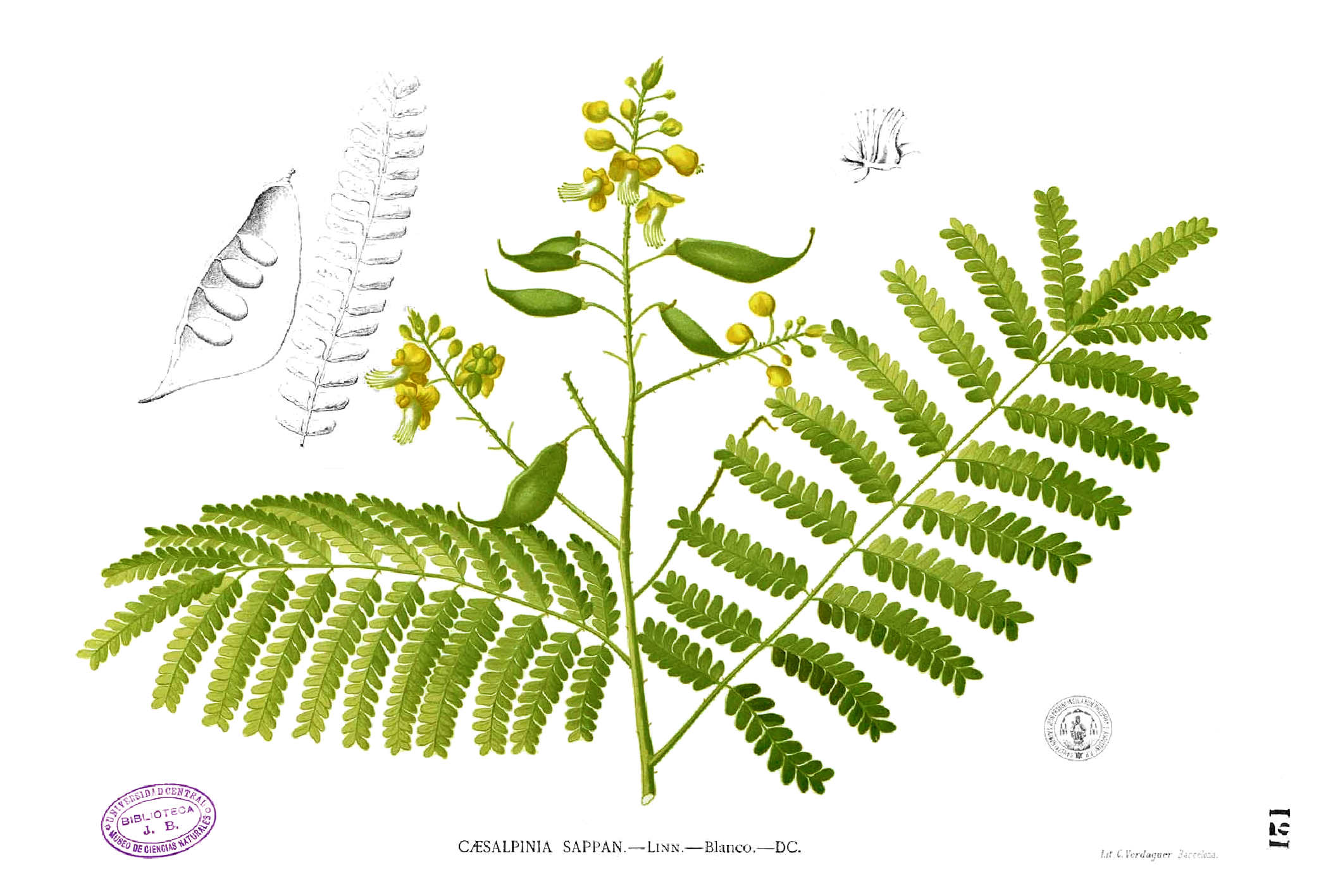
Caesalpinia